# 金尚協
金尚協（韓語：김상협），韓國電視劇導演。

## 作品列表

### 電視劇
- 2010年：MBC《同伊》
- 2013年：MBC《Royal Family》
- 2013年：MBC《七級公務員》
- 2014年：MBC《只想為你》
- 2015年：MBC《華麗的誘惑》
- 2017年：MBC《王在相愛》
- 2019年：MBC《偶然發現的一天》
- 2020年：tvN《女神降臨》
- 2021年：tvN《憂鬱症》

### 助理導演作品
- 2004年：MBC《天生緣分》
- 2004年：MBC《愛爾蘭》

## 外部連結
- NAVER （页面存档备份，存于）